# Тяжёлые крейсера типа «Йорк»
«Йорк» — тип тяжёлых крейсеров британского королевского флота. Всего построено 2 единицы — «Йорк» (англ. York), «Эксетер» (англ. Exeter).

## История создания
После закладки головного корабля серии, которая согласно кораблестроительной программе 1925 года планировалась из семи единиц. Адмиралтейство планировало второй корабль этого типа начать строить 15 марта 1928 года на верфи в Девонпорте, третий и четвёртый заложить в 1929 году, и ещё две единицы были включены в программу 1929—1930 годов. Однако из-за ограниченности морского бюджета и охватившего вскоре страны западной Европы экономического кризиса постройка крейсеров «класса В» из года в год откладывалась. Пока Лондонский морской договор 1930 года, принятый по результатам Лондонской конференции, установивший лимиты общего водоизмещения по классу тяжёлых крейсеров для каждой страны-участницы конференции, положил конец строительству крейсеров с восьмидюймовой артиллерией в британском флоте. Постройкой двух крейсеров типа «Йорк» Великобритания исчерпала установленный для неё предел общего водоизмещения по тяжёлым крейсерам и могла теперь строить только лёгкие крейсера.

## Конструкция

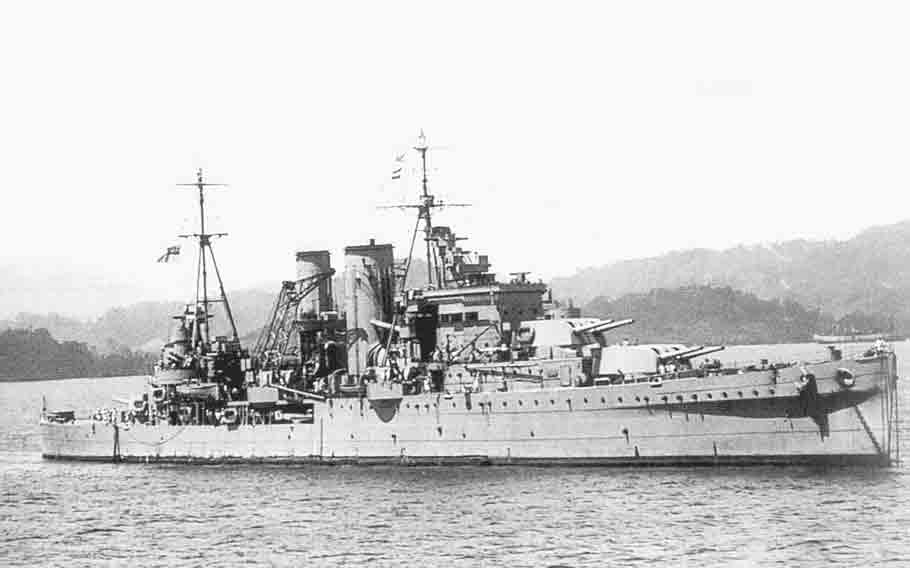
Тяжёлый крейсер «Эксетер» на Суматре, 1942 год.

Тяжёлые крейсера типа «Йорк» являлись высокобортными кораблями с полубаком при заметной седловатостьи в оконечностях, двумя высокими дымовыми трубами и двумя мачтами. Головной крейсер серии в большей степени сохранил архитектурный облик прототипа — тяжелых крейсеров типа «Каунти» (англ. County), хотя и он нес целый ряд внешних отличий. Общими отличительными чертами «йорков» являлись:
- меньшее количество дымовых труб;
- смещение к корме носовой группы башен ГК, а вслед за ней и надстроек шельтердека, носовой надстройки и дымовых труб.

Крейсера имели руль полубалансирного типа с гидравлическим рулевым приводом. Палубный настил — деревянный, из твердого дерева с острова Борнео.
Введённая на «Эксетере» конструкция главной надстройки впоследствии стала стандартной для всех крейсеров, а затем и эсминцев Британского флота. То же относится и к внедренным на крейсере архитектурным новациям, вроде переноса грот-мачты на кормовую надстройку или отсутствию наклона мачт и труб корабля.
В качестве индивидуальных средств защиты от якорных мин на крейсерах применялись установленные в носу параваны Vickers MklV.

### Корпус
«Эксетер» отличался от головного корабля шириной корпуса (шире на 1 фут = 0,3048 м), новым типом надстройки (башенной формы), отсутствием наклона мачт и труб, иным расположением грот-мачты, количеством гидросамолетов и схемой размещения авиационного оборудования.
Стандартное водоизмещение по проекту должно было составить 8400 дл. т, но в процессе постройки удалось сэкономить, в результате чего его стандартное водоизмещение «Йорка» составило 8250 дл. т, полное — 10 350 дл. т, а «Эксетера» — 8390 и 10 490 дл. т. На протяжении всей длины корпуса крейсера имели двойное дно, в районе погребов — тройное. Отсеки двойного дна использовались для хранения смазочных материалов и пресной воды. Топливные цистерны также частично размещались в междудонном пространстве, частично по бортам. Для уменьшения качки крейсера оснащались бортовыми килями длиной 68 метров. Набор корпуса осуществлялся по продольной схеме, обшивка бортов — клепаная.
Корабли имели следующие размерения: наибольшая длина — 175,25 м, длина между перпендикулярами — 164,59 м, ширина — 17,37 м («Йорк»), 17,68 м («Эксетер»), осадка — 5,18…6,17 м.

### Вооружение
Вооружение новых крейсеров первоначально включало в себя шесть 203-мм и четыре 102-мм орудия, два одноствольных автомата «Пом-Пом» и больше десятка 7,69-мм пулемётов Льюиса. На «Йорке» использовали башни Mark II с максимальным углом возвышения 50 градусов, на которых планировали сэкономить 20 тонн по сравнению Mark I, но экономия не вышла. Полная масса вооружения (с вращающейся бронёй башен) составила 1000 дл. тонн (12 % от стандартного водоизмещения), стоимость составляла около трети всей стоимости корабля.
Артиллерия главного калибра состояла из шести 203-мм орудий Vickers BL MkVIII образца 1923 года с длиной ствола 50 калибров и массой 17,19 тонн. Орудие было дефорсировано и его начальной скорости уменьшилась с 884 до 855 м/с. Средняя скорострельность составляла 3-4 выстрелам в минуту, максимальная устойчивая продолжительная — пять и максимальная на испытаниях — шесть. Башенные установки как и на «Такао» имели угол возвышения 70° для ведения огня как по надводным, так и по воздушным целям. Дальность стрельбы 256 фунтовыми (116,1 кг) снарядами при угле возвышения 45°, при среднем уровне расстрела орудия и начальной скорости 2725 фута/с (831 м/с), для этих орудий составила 28 030 м. Зенитный огонь из главного калибра оказался неэффективным из-за низкой скорострельности орудий и малой скорости гидропривода поворота башен. Снарядные и зарядные погреба главного калибра — располагались непосредственно у вращающейся части башни на одном уровне: снарядные погреба каждой башни размещались ближе к оконечности корабля, зарядные — в сторону миделя. Первоначально боезапас на каждое орудие состоял из 172 снарядов, в основном, из полубронебойных типа СРВС, а также из 20 фугасных.
В качестве крупнокалиберной зенитной артиллерии применялись четырёхдюймовки (102 мм) Vickers QF MkV, принятые на вооружение перед Первой мировой войной. Первоначально оно предназначалась только для стрельбы по надводным целям, но к концу Первой мировой войны были разработаны зенитные установки. Станок НА MklV который имел углы возвышения от −5 до +80°. Длина ствола 45 калибров (4572 мм) и длина канала ствола 3803,02 мм. Орудие наводилось на цель электроприводом, имело вертикальный замок, запиравшийся полуавтоматически, и ручное заряжание. Четыре таких орудия монтировались на одиночных станках НА MklV без щитов и располагались парами по обеим сторонам носовой дымовой трубы и несколько впереди неё, на платформе главной зенитной артиллерии. Масса одноствольной установки достигала 6803-7183 кг. В качестве боезапаса использовались выстрелы массой 25,4 кг (масса снаряда 14,06 кг) и длиной 1127 мм. Начальная скорость полета снаряда составляла 728 м/сек, дальность стрельбы при угле возвышения 44° — 15 030 м, досягаемость по высоте — 8763 м, скорострельность — 14 выстрелов в минуту. Боезапас на каждое орудие состоял из 200 снарядов.
Автоматическое зенитное вооружение составляли пара Vickers QF 2 pounder Mark II («пом-помов»), созданных английскими оружейниками в 1915 году и принятых на вооружение английским флотом, которые располагались рядом с носовой трубой на индивидуальных платформах, обеспечивающих широкий сектор огня. Существенным недостатком этой модификации «пом-пома» являлось применение матерчатой патронной ленты, что приводило к частому заклиниванию и перекосу снарядов. Вследствие этого к началу 30-х годов это модель зенитного автомата уже не удовлетворяла требованиям, предъявляемым к зенитным орудиям ближнего боя и их заменили на два счетверённых 12,7-мм пулемётов, Vickers .50.
В состав автоматического зенитного вооружения так же входили до десятка 7,69-мм (0,303-дюймовых) пулемётов системы «Льюис». Масса пулемёта составляла 26 фунтов (11,8 кг). Охлаждение воздушное, отдача пружинная. Магазинные диски снаряжались 47 патронами в каждом.
И, наконец, в состав вооружения обоих крейсеров входили трёхфунтовые (47-мм) салютные пушки Гочкиса (Hotchkiss L40 MkII), созданные в 80-е годы XIX века во Франции и устанавливавшиеся на крупных кораблях исключительно для представительских целей.
Торпедное вооружение крейсеров состояло из шести 533-мм (21-дюймовых) торпедных аппаратов в двух трехтрубных поворотных установках TR-III размещались на главной палубе побортно на миделе, сразу же за срезом полубака. «Йорки» получили на вооружение, принятые на вооружение в 1926 году торпеды MkVII, запас которых состоял из шести торпед, которые находились в аппаратах.

### Бронирование
Бронирование «йорков» представляло собой «коробчатую», прикрывавшую только жизненно важные части корабля бронезащиту как на крейсерах типа «Каунти», усиленную установкой бортового пояса и усилением горизонтальной брони. Бронирование выполнялось плитами из нецементированной гомогенной стали NT, а также из высокоупругой кораблестроительной стали Дюколь.
Короткий броневой пояс из плит высотой 4 метра и толщиной 76 мм, которые крепились на болтах, защищал машинно-котельные отделения (МКО) по всей их длине. При нормальном водоизмещении он возвышался над ватерлинией на 1,2 м. Траверзы одинаковой толщины — 89 мм. Сверху его закрывала 37-мм бронепалуба.
Броня стенок артиллерийских башен, а также их барбеты — 25 мм; броневые траверзы передние и задние погребов возвышенной башни «В» — 76 мм; погреба на «Йорке» имели 111-мм стенки, 76-мм траверзы и крыши; на «Exeter» толщину боковых стенок довели до 140 мм.
Наличие двойных бортов в районе МКО.

### Главная энергетическая установка
Главная энергетическая установка включала в себя восемь трёхколлекторных Адмиралтейских котлов и четыре одноступенчатых редуктора, четыре комплекта паровых турбин Парсонса, работающих на четыре гребных вала. Турбозубчатые агрегаты (ТЗА), состояли из турбин низкого (ТНД) и высокого давления (ТВД) и имели обороты (при номинальной мощности): 3000 об/мин на валу турбины высокого давления, 2100 об/мин на валу турбины низкого давления. Масса энергетической установки составляла 1630 тонн. Турбины заднего хода монтировались на выходе из камеры ТНД, а турбины крейсерского хода — за камерой ТВД.
Крейсера имели линейную схему размещения установки: за двумя котельными отделениями с четырьмя котлами в каждом дальше в корму шли два машинных отделения, в которых располагались по две турбины. Вспомогательные механизмы, испарительная и опреснительная установки, вспомогательный конденсатор и другое оборудование устанавливались в бортовых кормовых отделениях.
Рабочее давление пара — 21,2 кгс/см2 (20,5 атм), температура — 329 °C (625 °F).
Проектная максимальная скорость хода ожидалась 32,5—33 узла — на один узел (на 0,25 узла) быстрее, чем у «графств». Но этого не случилось. И хотя «Йорк» и показал во время ходовых испытаний неплохую скорость, его «паспортный показатель» максимальной скорости оказался почти таким же, как и у «графств» последних серий — 32,3 узла. Более широкий «Эксетер» при нормальном водоизмещении развил только 32 узла, в полном грузу развил 31,16 узла при 10 290 т и 81 463 л. с.
Несмотря на значительное по сравнению с «графствами» снижение запаса топлива с 3100 до 1900 дл. т, дальность плавания «йорков» осталась большой: при плавании на экономическом ходу 11-14 узлов она составляла 10 000 морских миль.

## Модернизации
В ходе первой модернизации в 1933 году на обоих крейсерах удлинили полубак (приблизительно на 12 м), что улучшило мореходность. Полубак теперь заканчивался за носовой дымовой трубой и достигал половины длины корпуса. После чего «Йорки» приобрели репутацию «сухих» кораблей. Тогда же произвели единственные в довоенный период изменения в зенитном вооружении. На обоих крейсерах сняли «Пом-помы» Mk II. На их штатные места побортно от носовых надстроек установили 12,7-мм зенитные пулемёты Vickers .50 на счетверённых станках Mk I.

## Служба
- «Йорк» — заложен 16 мая 1927 года, спущен 17 июля 1928 года, вошёл в строй 1 мая 1930 года. 26 марта 1941 года получил тяжёлые повреждения в результате специальной операции Королевских ВМС Италии в бухте Суда (Крит), после чего в период до 22 мая 1941 года был окончательно выведен из строя силами люфтваффе.

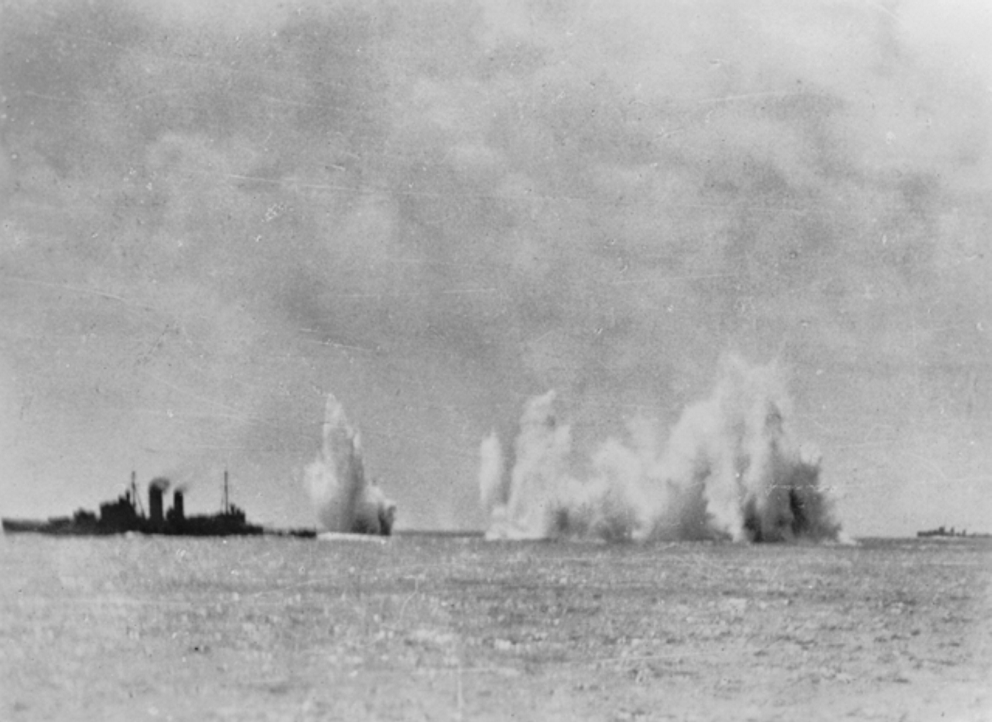
«Эксетер» под японской бомбардировкой (фото вероятно сделано в момент прохода Гаспарского пролива между островами Банка и Белитунг 14—).

- «Эксетер» — заложен 1 августа 1928 года, спущен 18 июля 1929 года, вошёл в строй 27 июля 1931 года. HMS Exeter 27 февраля 1942 года в составе союзной эскадры вступил в бой с силами японского флота в Яванском море. Получив в бою повреждение одного из котельных отделений, Exeter вернулся в Сурабаю для проведения временного ремонта. В отличие от Admiral Graf Spee, оказавшегося в подобной ситуации в Монтевидео, не было и речи о затоплении корабля без возобновления борьбы. Несмотря на невозможность достижения полной скорости хода, крейсер вышел в море ночью 28 февраля в сопровождении двух эсминцев. 1 марта 1942 года потоплен силами Императорского флота Японии в ходе Второго сражения в Яванском море.

## Оценка проекта
Британские крейсера уменьшенного водоизмещения с восьмидюймовой пушками были заказаны из-за поворота в британской кораблестроительной политике, ориентированного на удешевление программ развития флота.
Появление малых тяжёлых крейсеров в своих флотах было обусловлено совершенно разными причинами, недостаточность защиты была очевидной (крейсера типа «Йорк» иногда даже назывались «полутяжелые» — англ. Light heavyweight), их бронирование не защищало от прямых попаданий восьмидюймовых снарядов и все малыши проигрывали в сопоставлении с полноценными «вашингтонскими» крейсерами. «Эксетеру» не повезло и он в бою встретился с «супертяжами» (англ. Super heavyweight) — крейсерами в нарушение договора построенными с превышавшим стандарт водоизмещением, японскими крейсерами типа «Мёко» (в последнем для себя бою в одиночку пришлось драться против четырёх) с предсказуемым результатом.
Эти корабли сравнивались:
- c кораблями-прототипами — это крейсера типа «Каунти»: 3-й (типа «Норфолк») и 1-й серий (типа «Кент»).
Один из крейсеров последнего типа (типа «Кент») — «Камберленд», прошёл основательную модернизацию в 1935—1936 годах, и входил вместе с крейсером «Эксетер» в состав эскадры Харвуда, но был отправлен коммодором на поисковое патрулирование, иначе при сложившихся обстоятельствах мог стать участником боя у Ла-Платы[8]. Если «вашингтонские картонки» строившийся вокруг своих восьмидюймовых орудий, уступали «Йорку», то «Каунти» которые прошли модернизацию, в их число вошёл и «Камберленд», получили более солидное, чем «йорки», бортовое бронирование (внешний пояс толщиной 76—114 мм) и усиленное местное. И наличие двух дополнительных 203-мм стволов «вашингтонца» были бы прекрасным подспорьем в бою. Но горизонтальная броня британских тяжёлых крейсеров представляется совершенно незначительной преградой для 11-дюймовых полубронебойных снарядов противника.
- c кораблями-противниками — германским «карманным» линкором «Адмирал граф Шпее» и японскими тяжёлыми крейсерами типа «Мёко»[8].

Японские 200-мм орудия, стоявшие на крейсерах типа «Мёко» не много уступали английским восьмидюймовым Mk. VIII, этот недостаток японцы смогли устранить в 1936—1940 годах установкой более мощных 203-мм орудий, и к превосходству защиты и скорости добавилось превосходство нападения. После чего, и не без оснований, японские крейсера считались сильнейшими в своем классе, хотя и недолго. Немецкие же корабли, которые немцы классифицировали как «броненосцы» (а в конце 1939 года перевели в разряд тяжёлых крейсеров), были ограничены только по водоизмещению, и они предназначались для действий на коммуникациях и, имея огромную дальность плавания, достаточную скорость хода, чтобы уйти от любого линкора постройки до 1933 года, и намного больший, чем у крейсеров, калибр главной артиллерии, превосходили по огневой мощи все тяжёлые крейсера, ставя под сомнение само существование этого класса, призванного защищать эти самые коммуникации.
| Тактико-технические элементы сравниваемых тяжёлых крейсеров | Тактико-технические элементы сравниваемых тяжёлых крейсеров   | Тактико-технические элементы сравниваемых тяжёлых крейсеров | Тактико-технические элементы сравниваемых тяжёлых крейсеров | Тактико-технические элементы сравниваемых тяжёлых крейсеров | Тактико-технические элементы сравниваемых тяжёлых крейсеров |
|                                                             | «Мёко»                                                        | «Саффолк»                                                   | «Адмирал граф Шпее»                                         | «Дюкень»                                                    | «Тренто»                                                    |
| ----------------------------------------------------------- | ------------------------------------------------------------- | ----------------------------------------------------------- | ----------------------------------------------------------- | ----------------------------------------------------------- | ----------------------------------------------------------- |
| Годы спуска на воду/модернизации                            | 1929 / 1939                                                   | 1926 / 1936                                                 | 1934                                                        | 1925 / 1934                                                 | 1927                                                        |
| Водоизмещение, стандартное/полное, т                        | 10 980 / 14 194 (12 342 / 15 933)                             | 9906 / 13 614 (10 800 / 13 968)                             | 12 100 / 16 200                                             | 10 000 / 12 200                                             | 10 344 / 13 344                                             |
| Энергетическая установка, л. с.                             | 130 000                                                       | 80 000                                                      | 56 800                                                      | 120 000                                                     | 150 000                                                     |
| Максимальная скорость, узлов                                | 35,5 (33,3)                                                   | 31,5                                                        | 28,0                                                        | 33,75                                                       | 36                                                          |
| Дальность плавания, миль на скорости, узлов                 | 7000 (14)                                                     | 13 300 (12) {8000 (14)}                                     | 19 000 (10), 8900 (20)                                      | 4500 (15)                                                   | 4160 (16)                                                   |
| Артиллерия главного калибра                                 | 5×2 — 200-мм/50 типа 3-го года № 1 (5×2 — 203-мм/50)          | 4×2 — 203-мм/50 Mk. VIII                                    | 2×3 — 283-мм/50 8×1 — 150-мм/55                             | 4×2 — 203-мм/50 Mod 24                                      | 4×2 — 203-мм/50 Mod. 24                                     |
| Универсальная артиллерия                                    | 6×1 — 120-мм/45 тип 3 (4×2 127-мм/40)                         | 4×1 — 102-мм/45 Mk. V (4×2)                                 | 3×2 — 105-мм/65                                             | 8×1 — 76-мм/60 Mod 22                                       | 6×2 — 100-мм/47 Mod. 24                                     |
| Торпедное вооружение                                        | 4×3 — 610-мм ТА                                               | 2×4 — 533-мм ТА                                             | 2×4 — 533-мм ТА                                             | 2×3 — 533-мм ТА                                             | 4×2 — 533-мм ТА                                             |
| Авиагруппа                                                  | 1 катапульта, 2 гидросамолёта                                 | —                                                           | 1 катапульта, 2 гидросамолёта                               | 1 катапульта, 2 гидросамолёта                               | 1 катапульта, 2 гидросамолёта                               |
| Бронирование, мм                                            | борт — 102, палуба — 32…35 (35 + 32…35), башни — 25, ПТП — 58 | борт — 25 (114), палуба — 32 (35…38), башни — 25            | борт — 80+40, палуба — 40, башни — 170                      | палуба — 30, башни — 30, рубка — 100                        | борт — 70, палуба — 20…50, башни — 100, рубка — 40…100      |
| Экипаж                                                      | 764                                                           | 685                                                         | 1150                                                        | 605                                                         | 723                                                         |

- и наконец — с аналогами в иностранных флотах, к которым можно отнести японские тяжёлые крейсера типов «Фурутака» и «Аоба», аргентинские тяжёлые крейсера типа «Альмиранте Браун», советские крейсера проекта 26-бис[8].

| Сравнительные ТТХ типа «Йорк» и его зарубежных аналогов | Сравнительные ТТХ типа «Йорк» и его зарубежных аналогов | Сравнительные ТТХ типа «Йорк» и его зарубежных аналогов | Сравнительные ТТХ типа «Йорк» и его зарубежных аналогов | Сравнительные ТТХ типа «Йорк» и его зарубежных аналогов | Сравнительные ТТХ типа «Йорк» и его зарубежных аналогов |
| Основные элементы                                       | «Альмиранте Браун»                                      | 26-бис                                                  | «Фурутака»                                              | «Аоба»                                                  | «Йорк»                                                  |
| ------------------------------------------------------- | ------------------------------------------------------- | ------------------------------------------------------- | ------------------------------------------------------- | ------------------------------------------------------- | ------------------------------------------------------- |
| Водоизмещение, стандартное/полное, т                    | 6800 / 9000                                             | 8048 / 9575 — 9882                                      | 8700 / 11 273 — 11 275                                  | 9088 / 11 660                                           | 8250 — 8390 / 10 350 — 10 490                           |
| Энергетическая установка, л. с.                         | 85 000                                                  | 110 000                                                 | 103 400                                                 | 110 000                                                 | 80 000                                                  |
| Максимальная скорость, узлов                            | 32                                                      | 35                                                      | 33                                                      | 33                                                      | 32 — 32,25                                              |
| Дальность плавания, миль на скорости, узлов             | 8030 (14)                                               | 4880 (17,8)                                             | 7900 (14)                                               | 8223 (14)                                               | 10 000 (14)                                             |
| Артиллерия главного калибра                             | 3×2 — 190-мм                                            | 3×3 — 180-мм                                            | 3×2 — 203-мм                                            | 3×2 — 203-мм                                            | 3×2 — 203-мм                                            |
| Универсальная артиллерия                                | 6×2 — 102-мм                                            | 6×1 — 100-мм                                            | 4×1 — 120-мм                                            | 4×1 — 120-мм                                            | 4×1 — 102-мм                                            |
| Лёгкая зенитная артиллерия                              | 6×1 — 40-мм/39                                          | 9×1 — 45-мм/46, 4×1 — 12,7-мм                           | 4×2 — 25-мм, 2×2 — 13,2-мм                              | 4×2 — 25-мм, 2×2 — 13,2-мм                              | 4×1 — 40-мм/39, 2×4 — 12,7-мм                           |
| Торпедное вооружение                                    | 2×3 — 533-мм ТА                                         | 2×3 — 533-мм ТА                                         | 2×4 — 610-мм ТА                                         | 2×4 — 610-мм ТА                                         | 2×3 — 533-мм ТА                                         |
| Бронирование, мм                                        | пояс — 70, палуба — 25, башни — 50, рубка — 65          | пояс — 70, палуба — 50, башни — 70, рубка — 150         | пояс — 76, палуба — 32…35, башни — 25                   | пояс — 76, палуба — 32…35, башни — 25                   | пояс — 76, палуба — 37, башни — 25, погреба — 76…111    |
| Экипаж, чел.                                            | 780                                                     | 897                                                     | 639                                                     | 657                                                     | 628                                                     |

Бронирование всех крейсеров этой группы не обеспечивало защиты от прямых попаданий восьмидюймовых снарядов, считаясь достаточным только от действия шестидюймовых снарядов на дистанциях не менее 12 км. «Йорки» выглядели немногим более удачными, чем эта компания, будучи наиболее сбалансированными, хоть кое в чём уступали им.